# Giấy chứng nhận Olympic
Giấy chứng nhận Olympic là một phần thưởng dành cho tám vận động viên đứng đầu tại các nội dung thi đấu tại Thế vận hội. Trong khi từ Thế vận hội 1896 ba vận động viên đứng đầu được nhận huy chương, thì từ năm 1949 giấy chứng nhận được dành cho các vận động viên xếp thứ tư, năm, sáu, và từ 1981 các vị trí thứ bảy và tám được thêm vào.
Giấy chứng nhận được ghi và ký bằng máy ký tự động với chữ ký của Chủ tịch Ủy ban Olympic quốc tế và trưởng ban tổ chức của mỗi kỳ Thế vận hội. Các thiết kế của giấy chứng nhận, cũng như thiết kế của huy chương Olympic, phải được phê chuẩn bởi IOC.
Vận động viên nhận được giấy chứng nhận mà sau đó vi phạm Nguyên tắc đạo đức của IOC, Cơ quan phòng chống doping thế giới, hoặc điều lệ khác phải trả giấy chứng nhận lại cho IOC.